# Nagroda im. Kurta Tucholskiego
Nagroda im. Kurta Tucholsky’ego (niem. Kurt-Tucholsky-Preis) – wyróżnienie przyznawane w dziedzinie publicystyki literackiej.
Nagroda dedykowana „zaangażowanym i językowo charakterystycznym dziełom publicystyki literackiej” została po raz pierwszy przyznana w 1995 roku, a od roku 1997 jest przyznawana co dwa lata przez Kurt-Tucholsky-Gesellschaft (Towarzystwo im. Kurta Tucholsky’ego) i (do 2003 roku) również przez Kurt-Tucholsky-Stiftung (Fundacja im. Kurta Tucholsky’ego). Otrzymują ją dziennikarze bądź publicyści, którzy „tworzą, krótkie formy, takie jak esej, satyra, piosenka, groteska, traktat czy pamflet. [...] Ich teksty zgodnie z założeniem Tucholsky’ego powinny służyć badaniom rzeczywistości, odkrywać praprzyczyny i pomagać czytelnikowi w dokonaniu krytycznej oceny”.
Nagroda została ustanowiona z okazji 60 rocznicy śmierci Kurta Tucholsky’ego i do 2013 roku była dotowana kwotą w wysokości 3000 euro. Od 2015 roku gratyfikacja wynosi 5000 euro. W 2013 roku Fundacja im. Kurta Tucholsky’ego po raz ostatni miała swój udział we współfinansowaniu nagrody.
Obecnie nagroda przyznawana jest przez Kurt-Tucholsky-Gesellschaft.

## Laureaci
- 1995 Konstantin Wecker(inne języki)
- 1996 Heribert Prantl(inne języki)
- 1997 Kurt Marti(inne języki)
- 1999 Daniela Dahn(inne języki)
- 2001 Harry Pross(inne języki)
- 2003 Wolfgang Büscher
- 2005 Erich Kuby(inne języki)
- 2007 Lothar Kusche(inne języki) i Otto Köhler(inne języki)
- 2009 Volker Weidermann(inne języki)
- 2011 Deniz Yücel(inne języki)
- 2013 Mario Kaiser(inne języki)
- 2015 Jochanan Trilse-Finkelstein(inne języki)[2][3]
- 2017 Sönke Iwersen(inne języki)[4]
- 2019 Margarete Stokowski[5]
- 2021 Mely Kiyak(inne języki)[6]
- 2023 Alexander Estis(inne języki)[7]